# کرنبروک
کرنبروک(به انگلیسی: Cranbrook) یکی از شهرهای کشور کانادا در منطقهٔ غرب رود کوتنی واقع در استان  بریتیش کلمبیا است. 
جمعیت این شهر در سرشماری سال ۲۰۱۱ در کانادا ۱۹٬۳۶۴ نفر اعلام شد. در سال ۱۸۹۸، راه‌آهن کانادا پسیفیک در این شهر تأسیس شد.

## آب و هوا
آب و هوای این شهر در بهار و تابستان نسبتاً گرم است، به نحوی که هواشناسی کانادا اعلام کرده‌است که سالانه ۲۲۲۸٫۶ ساعت در این شهر هوا آفتابی است. اما این بدین معنی نیست که زمستان‌های این شهر نیز ملایم باشد به گونه‌ای که در زمستان نیز گاهی اوقات هوای شهر تا ۲۰ درجه سانتیگراد زیر صفر کاهش می‌یابد.

## شهرهای خواهرخوانده
- ایالات متحده آمریکا - کار د لین، آیداهو